# Ferna
Ferna is een gemeente in de Landkreis Eichsfeld in Thüringen in Duitsland en telt 559 inwoners.
Ferna ligt aan de Uerdinger Linie, in het traditionele gebied van de Nederduitse dialect Oostfaals. Ferna ligt niet ver van de grens van Nedersaksen.